# Ragtime (eksperimentalfilm)
|  | Denne artikel er oprettet af botten Steenthbot ud fra en ekstern database. Den kan derfor have sproglige fejl eller mangler. Denne skabelon kan fjernes efter kontrol af indholdet. |

Ragtime er en dansk eksperimentalfilm fra 1995 instrueret af Søren Martinsen.

## Handling
»Ragtime« er en kort beretning om en ung mand, der drikker en kop te, hører radio og tænker lidt over sit liv. Er han ensom, har han problemer? Et anfald af Weltschmerz? I hvert fald må han gøre noget radikalt for at opnå følelsen af at være til stede. Søren Martinsen har i mange af sine arbejder udtrykt sig omkring den enkeltes forhold til den store socialitet. Selv skriver han i en kort kommentar til denne video: "Hvad er der galt med mig? A) Jeg er syg og må forsøge at helbrede mig selv. B) Jeg er en flage skæl på en sort skjorte."